# Georg Marschall von Ebnet
Georg II. Marschall von Ebnet (mort le 30 janvier 1505) est prince-évêque de Bamberg de 1503 à sa mort.

## Biographie
Georg II. Marschall von Ebnet vient de la maison de Redwitz.
Le tombeau de l'évêque est une œuvre de Peter Vischer l'Ancien.